# Roberto Clagluna
Roberto Clagluna (Pisa, 10 ottobre 1939 – Camaiore, 11 luglio 2003) è stato un allenatore di calcio italiano.

## Carriera
Nel 1968 Clagluna completa il suo primo corso per allenatori e, dopo la sua prima esperienza all'Urbetevere, nel 1970 approda come tecnico nel settore giovanile nella Lazio. Allena tutte le squadre del vivaio biancoceleste, dagli Esordienti fino alla Primavera, vincendo anche il Campionato Allievi Nazionali e la Coppa Italia Primavera.
Nel 1974 viene premiato con il Seminatore d'Oro per il settore giovanile.
Nel 1979-80 frequenta il supercorso di Coverciano per allenatori.
Nel 1982, dopo aver vissuto già un'esperienza in prima squadra quattro anni prima come vice di Roberto Lovati, viene nominato nuovo tecnico della Lazio, in Serie B (1981-82), subentrando ad Ilario Castagner alla 20ª giornata. Riconfermato a fine stagione dopo aver risollevato la formazione romana dalle zone basse della classifica, guida la Lazio nel campionato 1982-83 ma, poche giornate prima della fine del torneo e della promozione delle Aquile in Serie A, viene esonerato dalla dirigenza laziale e sostituito dal duo Juan Carlos Morrone - Roberto Lovati.
Successivamente allena numerose squadre di diverse categorie: Sambenedettese, Como (in Serie A nella stagione 1985-86, ma venendo presto esonerato nonostante la storica qualificazione al secondo turno di Coppa Italia), Salernitana, Taranto, Barletta, Ternana, Pistoiese, Pisa, Ancona ed anche la Roma, coadiuvato dall'esperto allenatore svedese Sven-Göran Eriksson, nominato direttore tecnico per la stagione 1984-85. Medesima esperienza la vive sulla panchina del Cagliari, affiancando il tecnico uruguagio Gregorio Pérez nell'annata 1996-97.
Ha ottenuto 3 promozioni dalla Serie C1 alla Serie B con Taranto, Ternana e Pistoiese.
Nel 1991-92 vince il girone B della C1 con la Ternana subendo solo 13 gol in 34 partite: un record per la categoria, mentre il record assoluto è quello conseguito dal Modena nella stagione 89-90,  Girone A, con sole 9 reti.
Terminata l'attività agonistica lavora per il Settore Tecnico e per quello Scolastico della FIGC, in qualità di docente dei corsi per allenatori, e presso la CAN, come consulente di tattica calcistica degli arbitri.

## Vita Privata
In gioventù si dedica all’atletica leggera e consegue la Laurea in Scienze Politiche. 
È morto improvvisamente nel 2003, all'età di 63 anni. Colto da malore mentre si trovava nella sua casa di Forte dei Marmi il 10 luglio, fu trasportato all'Ospedale di Camaiore, dove le sue condizioni, purtroppo, erano apparse subito gravi: morì infatti la mattina seguente a causa di un infarto addominale. Lascia il figlio Cristiano e la moglie Mariangela.

## Palmarès

### Competizioni giovanili
- Campionato Allievi Nazionali: 1

Lazio: 1976-1977
- Coppa Italia Primavera: 1

Lazio: 1978-1979

### Competizioni nazionali
- Campionato italiano Serie C1: 2

Taranto: 1989-1990
Ternana: 1991-1992

### Individuale
- Trofeo Maestrelli: 1

1988